# Fumiya Kogure
Fumiya Kogure (木暮 郁哉 Kogure Fumiya?, nacido el 28 de junio de 1989 en Tokio) es un futbolista japonés que se desempeñaba como centrocampista.

## Trayectoria

### Clubes
| Club                     | País     | Año         |
| ------------------------ | -------- | ----------- |
| Albirex Niigata          | Japón    | 2008 - 2012 |
| Mito HollyHock           | Japón    | 2013        |
| Azul Claro Numazu        | Japón    | 2014        |
| Albirex Niigata Singapur | Singapur | 2015        |
| Hougang United FC        | Singapur | 2016 - 2017 |
| Geylang International FC | Singapur | 2018 -      |

## Estadística de carrera

### J. League
| Club            | Año   | J. League | J. League | Copa J. League | Copa J. League | Total | Total |
| Club            | Año   | Part.     | Goles     | Part.          | Goles          | Part. | Goles |
| --------------- | ----- | --------- | --------- | -------------- | -------------- | ----- | ----- |
| Albirex Niigata | 2008  | 12        | 0         | 2              | 0              | 14    | 0     |
| Albirex Niigata | 2009  | 3         | 0         | 4              | 0              | 7     | 0     |
| Albirex Niigata | 2010  | 7         | 0         | 4              | 0              | 11    | 0     |
| Albirex Niigata | 2011  | 19        | 0         | 0              | 0              | 19    | 0     |
| Albirex Niigata | 2012  | 4         | 0         | 3              | 1              | 7     | 1     |
| Mito HollyHock  | 2013  | 15        | 0         | -              | -              | 15    | 0     |
| Total           | Total | 60        | 0         | 13             | 1              | 73    | 1     |